# Leitmotiv
Un leitmotiv [ˈlaɪ̯tˌmoˈtiːf] (de l'alemany, 'motiu conductor') és una figura artística que, unida a un contingut determinat, es repeteix durant una obra d'art. Té el seu origen en la música, més concretament en l'òpera, però ha estat eixamplat a molts altres camps, tant artístics com socials o econòmics (entre aquests, el màrqueting).
Segons la disciplina (música, pintura, arquitectura o literatura), s'introdueixen i es desenvolupen diferents motius. Així, colors, composicions, símbols, persones, melodies, frases, etc., es poden usar com a leitmotiv. En aquest cas, dins l'obra, s'identifiquen plenament amb el contingut representat i només s'utilitzen en relació amb aquest contingut.

## Origen
El mot prové etimològicament de l'alemany leiten ('guiar') i Motiv ('motiu') i, per tant, significa literalment 'motiu que guia'. S'utilitzà per primera vegada el 1871 en l'índex de les obres de Carl Maria von Weber, elaborat per Friedrich Wilhelm Jähn.

## Música
En música, el leitmotiv és una figura musical popularitzada per Hector Berlioz, que la va anomenar idée fixe i que Richard Wagner va elevar a sistema en les seves òperes. És un motiu musical no gaire llarg (normalment, una melodia curta o ritme) que representa un personatge, cosa, sentiment o circumstància abstracta que es dona cada vegada que se'l vulgui evocar i que, normalment, està dotat d'una gran capacitat de transformació i adequació.

## Literatura
En literatura, el leitmotiv és un recurs que consisteix en una idea que es repeteix diverses vegades durant una novel·la o un altre tipus de narració i a la qual es dona un significat especial. Hi pot haver molts leitmotiv diferents en un mateix escrit.

## Publicitat i màrqueting
En publicitat, actualment s'utilitzen leitmotiv més que mai. Solen ser melodies breus o senzilles imatges, que no s'han de confondre amb la imatge empresarial. Probablement el cas més famós arreu del món és el de la cadena de menjar ràpid McDonald's, que incorpora en els seus anuncis televisius una curta melodia i una veu que diu i'm loving it (m'encanta en anglès). A l'Estat espanyol també s'ha fet famosa una altra frase amb melodia que diu más bueno que el pan (més bo que el pa en castellà) i que promociona una coneguda marca de paté.
Altres leitmotiv són utilitzats en empreses com ara Intel, Herbal Essences o Danone.

## Cinema i altres mitjans audiovisuals
És una eina també extensament usada en bandes sonores de pel·lícules, com les de Tauró. la sèrie de James Bond, d'Indiana Jones, de Star Wars, El pont del riu Kwai, El màgic d'Oz.
També en aquelles sèries de TV (ja siguin actuades o animades) on la música de fons té un paper realment important, aquest recurs es fa servir extensament per afegir ambientació. No és estrany sentir un leitmotiv específic a diferents temes per indicar que pertany a un personatge important o a un grup de personatges.